# 前田千石
前田 千石（まえだ せんごく）は、日本の漫画家。
もっぱら成人向け漫画を手がけ、作風は母親、年上の女性、恋人などに振り回される男性を主人公とするのが特徴。
2012年10月4日からツイッターの更新が停止しており、2013年段階でウェブサイトも閉鎖されている。

## 書籍
- ミセスリンク Mrs.LINK（マガジン・マガジン、2004年12月6日） ISBN 978-4-896-44408-7
- 奥さんバレー（双葉社、2006年7月28日） ISBN 978-4-575-83266-2
- 森乃さんちの婿事情（双葉社、2007年6月28日） ISBN 978-4-575-83371-3
- ふぁみこん（マガジン・マガジン、2007年7月31日） ISBN 978-4-89644-419-3
- アネモエ（マガジン・マガジン、2006年12月4日） ISBN 978-4-896-44416-2
- ハハカノ（双葉社、3月12日） ISBN 978-4-575-83461-1
- 縁切り本舗（双葉社、2009年2月12日） ISBN 978-4-575-83575-5
- 女神荘ぱにっく!（双葉社、2009年12月12日） ISBN 978-4-575-83708-7
- 櫻田さんと僕の事（1）（双葉社、2010年10月28日） ISBN 978-4-575-83830-5
- 櫻田さんと僕の事（2）（双葉社、2011年9月28日） ISBN 978-4-575-83970-8